# Recke (Adelsgeschlecht)

Wappen derer von der Recke

Recke ist der Name eines alten Adelsgeschlechts aus der Grafschaft Mark. Die Herren von der Recke, auch von der Reck, gehören zum westfälischen Uradel. Die Angehörigen des Geschlechts sind in einem Familienverband organisiert.

## Geschichte
Das Geschlecht wird mit dem Ministerialen Bernhardus de Reke im Jahr 1265 erstmals urkundlich erwähnt. 1320 wird Adolf von der Recke als Schildknappe der Grafen von der Mark genannt und in den nächsten Jahren noch weitere Namensträger des Geschlechts als Burgmannen der Grafschaft Mark urkundenmäßig bestätigt. Die Herren von der Recke waren in Kamen ansässig und in der Umgebung finden sich auch die ältesten Reckschen Besitzungen. Allerdings ist das Haus Reck nicht der Stammsitz des Geschlechts gewesen, denn es hieß ursprünglich zur Heide und erhielt erst später nach dem Besitzergeschlecht den Namen Reck.
In dieser Gegend bildeten sich auch die beiden großen Linien Heeren und Reck, die sich wiederum in viele Zweiglinien aufspalteten und sich stark nach Osten und Westen ausbreiten konnten. Sie gelangten im Osten bis nach Livland, da die Recke, zusammen mit den Fürstenberg, den größten Anteil bei der Besiedelung des Ostseeraumes des westfälischen Adels hatten. Die unterschiedlichen Familienlinien nennen sich nach ihren ursprünglichen Besitzungen, so unter anderem Heeren und Heiden. Auch Schloss Heessen bei Hamm gehörte über 300 Jahre lang bis 1775 zu ihren Stammsitzen. Goddert II. von der Recke aus dem Haus Heeren heiratete 1414 Neyse (Agnes) von Volmestein, die Erbtochter der Edelherren von Volmestein. Auf dem reichen Volmarsteiner Gut konnten sich die Linien Steinfurt und Heessen entwickeln, deren Zweiglinie Stockhausen später in der Grafschaft Ravensberg und in Schlesien ansässig wurde. Im Gefolge der Reformation traten die meisten Linien zum protestantischen Glauben über; die münsterländischen Linien zu Heessen und Steinfurt konvertierten im 17. Jahrhundert allerdings wieder zum Katholizismus. Johann V. von der Recke aus dem Haus Steinfurt verfasste 1651 eine umfangreiche Konversionsschrift, mit der er diesen Schritt begründete.
Den Reichsfreiherrenstand erwarben Angehörige der Linien bzw. Nebenlinien Reck 1623, Kurl 1653, Horst 1677, Uentrop 1677, Witten 1708, Wenge-Offenberg 1709 und Steinfurt 1717. Die Linien und Zweiglinien Heessen, Stockhausen und Neuenburg erlangten den Freiherren- bzw. Baronstitel gewohnheitsrechtlich bzw. durch Senats-Ukas. Ein Ast der Zweiglinie Stockhausen ist 1817 in den preußischen Grafenstand mit dem Namen von der Recke von Volmerstein erhoben worden.
Das Geschlecht hat zahlreiche bedeutende Angehörige hervorgebracht. So unter anderem den livländischen Deutschordensmeister und deutschen Reichsfürsten Johann von der Recke aus dem Haus Heeren († 1551) und den Paderborner Fürstbischof Dietrich Adolf von der Recke aus dem Haus Kurl (Amtszeit von 1650 bis 1661). Maria-Bernardine von der Recke-Steinfurt (1733–1784) war eine Großmutter der Dichterin Annette von Droste-Hülshoff. Adalbert von der Recke-Volmerstein (1791–1878) war einer der Mitbegründer der Diakonie und Eberhard von der Recke von der Horst (1847–1911) preußischer Innenminister.

## Baltischer Stamm
Im Jahre 1525 ging der aus dem Haus Heiden stammende Matthias I. von der Recke († 1580) nach Livland. Seine Eltern waren Dietrich XIII. von der Recke zu Kamen († 1538) und Elisabeth von Hiesfeld, mit der er in erster Ehe verheiratet war. Matthias I. trat in den Deutschen Orden ein und wurde 1551 Komtur von Doblen. Er heiratete 1564 Sophia von Fircks († 1598), sie hatten vier Kinder.
Der älteste Sohn Matthias II. (1565–1638), wurde in Westfalen erzogen, er übersiedelte 1592 in das Herzogtum Kurland und Semgallen. Er war zeitweise auch Offizier des Kurfürsten von Brandenburg. Von 1617 bis 1638 war er Landhofmeister und damit Oberrat des kurländischen Herzogs Gotthard Kettler.
Dessen Sohn Friedrich Johann (1606–1671) erbte die Güter Blieden und Sturhof und war von 1649 bis 1671 Landhofmeister im Herzogtum Kurland und Semgallen. Sein Urenkel George (1692–1760) war Erbherr von Neuenburg und Blieden. Von 1727 bis 1760 war er Oberhauptmann in Mitau und somit verantwortlich für die Verwaltung und Gericht in seinem Bezirk. Er war mit Anna Dorothea von der Recke a.d.H. Bieden verheiratet und hatte zwei Söhne. Der älteste Sohn Diederich Casimir (1713–1765) hatte seinen Sohn Magnus (1739–1795) zum Erben von Neuenburg eingesetzt. 1771 heiratete dieser Elisa Reichsgräfin von Medem, die als Dichterin berühmt geworden ist. Da Magnus keine Nachkommen hatte, erbte von ihm sein Bruder Christopher (1758–1844) Neuenburg. Danach folgte unter den Nachkommen eine mehrmalige Teilung der Erbgüter und Landbesitze.
Eine erneute Bündelung und mehrere Erbschaften sorgten dafür, dass mit dem Kreismarschall von Tuckum, August von der Recke auf Neuenburg (1807–1861) die Adelsfamilie einen umfassenden Landbesitz im Kurland ihr Eigen nennen konnte. Hierzu gehörten Neuenburg mit Georgenhof, Neuhof, Dorotheenhof, Paueneck und Marienhof. Er kaufte noch das Gut Ohseln hinzu und hatte das Fideikommiß Neuenburg gestiftet. Die Reckesche Familie gehörte hernach zu den ältesten und angesehensten Familien Kurlands. 1912 hatten Familienmitglieder acht Besitzungen mit zusammen 25461 Hektar. Nach der Enteignung 1919 blieben ihnen kleine Restgüter. Die Nationalsozialisten veranlassten, dass 1939 alle Deutschen aus Kurland ausgesiedelt wurden. Die Aussiedlung war freiwillig. Die Besitzer von Gütern erhielten Besitzungen im Warthegau, aus denen die polnischen Vorbesitzer nach der deutschen Annexion vertrieben worden waren. Durch Flucht und Vertreibung gingen diese Güter mit Ausgang des Zweiten Weltkrieges erneut verloren.

## Wappen
- Das Stammwappen zeigt in Blau einen silbernen Balken, belegt mit drei roten Pfählen. Auf dem Helm befindet sich ein offener blauer Flug mit dem Schildbild auf jedem Flügel. Die Helmdecken sind rechts blau-silber und links rot-silber.
- Das Haus Steinfurt nahm das Volmersteinsche Wappen an, so dass es zur Wappenvereinigung mit dem Reckeschen Stammwappen kam. Dieses Wappen ist geviert und wird bis heute von den vom Zweig Stockhausen abstammenden Nachfahren geführt.
- Das Gräfliche Wappen von 1817 ist geviert und belegt mit einem gold gerandeten Herzschild, darin ein schwebendes goldenes Kreuz. Die Felder 1 und 4 zeigen das Stammwappen, 2 und 3 in Silber eine mit drei Büffelohren im Schächerkreuz besteckte goldene Kugel († von Volmerstein). Drei Helme mit beiderseits blau-silber-roten Decken, rechts der Stammhelm, auf dem mittleren ein gekrönter schwarzer Adler, auf dem linken die Kugel mit den Büffelohren zwischen zwei silbernen Büffelhörnern († von Volmerstein). Als Schildhalter zwei einwärts sehende, um die Lenden grün bekränzte, sich auf eine Keule stützende „wilde Männer“.

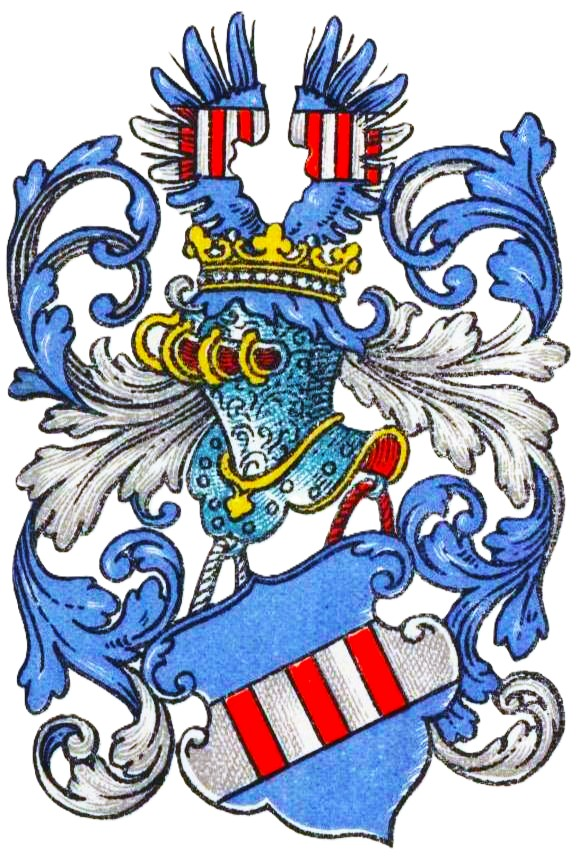
Stammwappen derer von der Recke im Wappenbuch des Westfälischen Adels
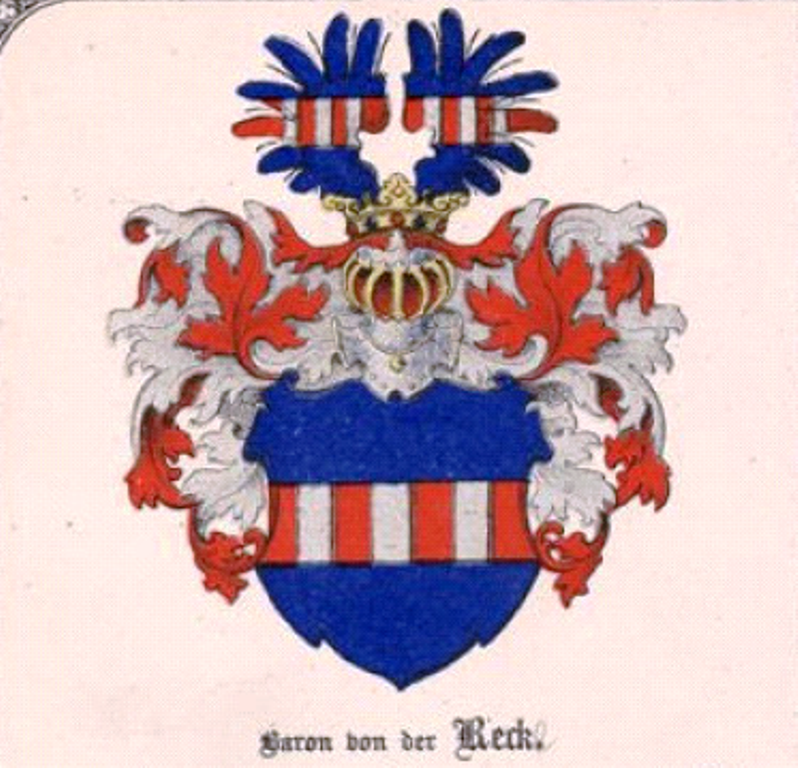
Baron von der Recke im Baltischen Wappenbuch
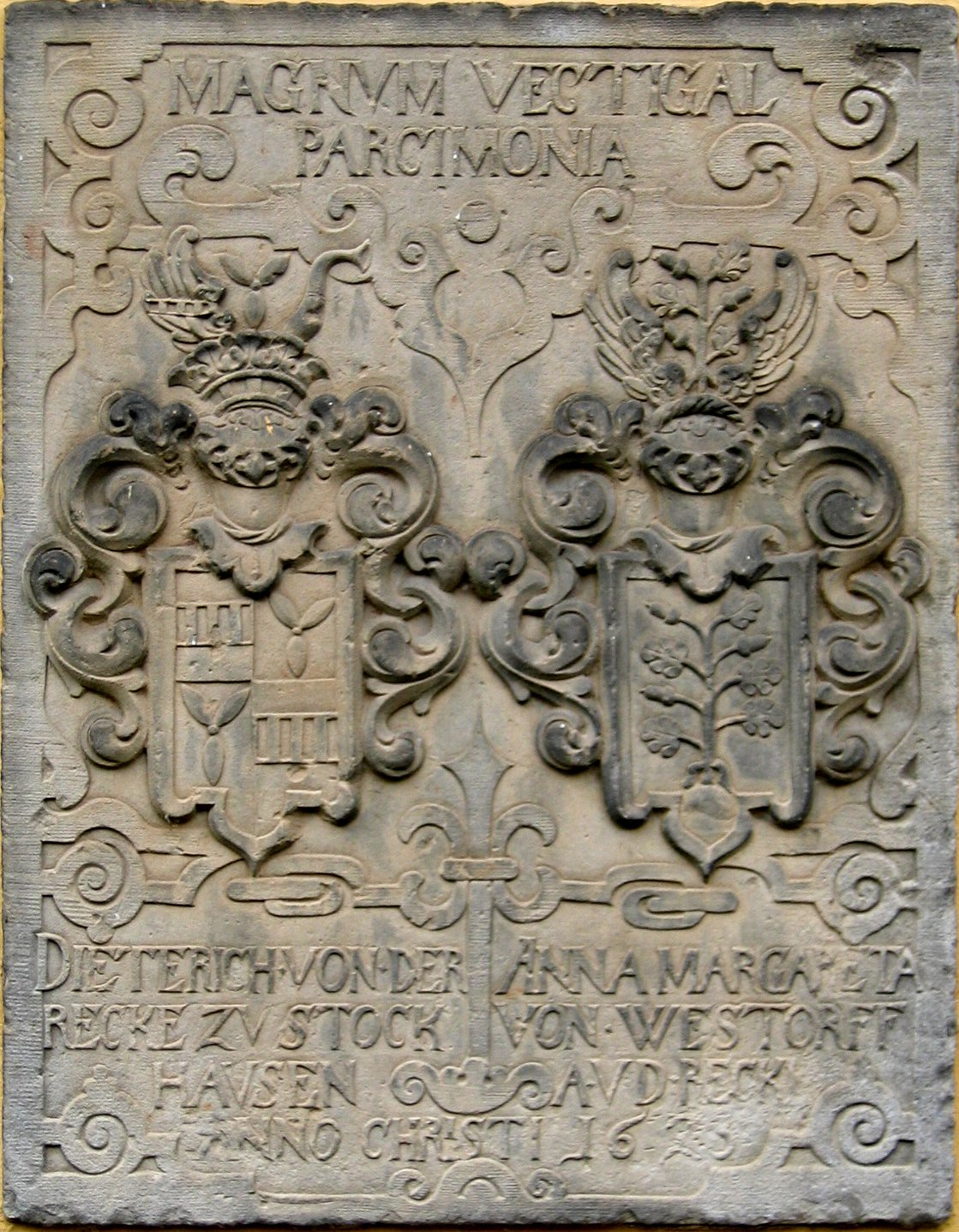
Allianzwappen von der Recke-Stockhausen – von Westrup
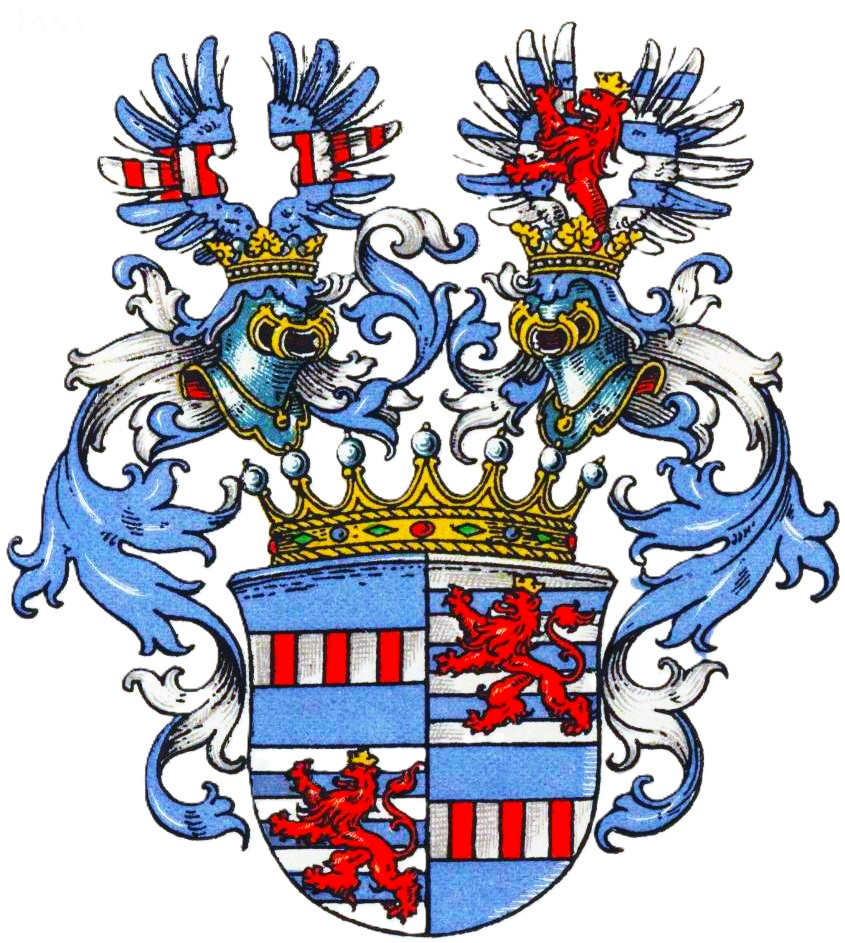
Wappen der Freiherren von der Recke von der Horst im Wappenbuch des Westfälischen Adels
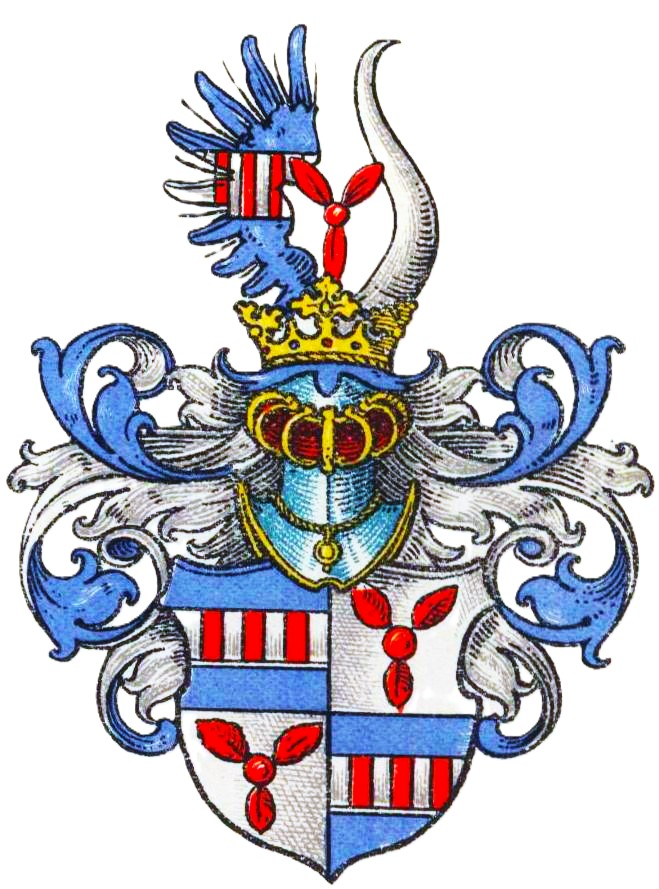
Wappen derer von Recke-Volmerstein im Wappenbuch des Westfälischen Adels
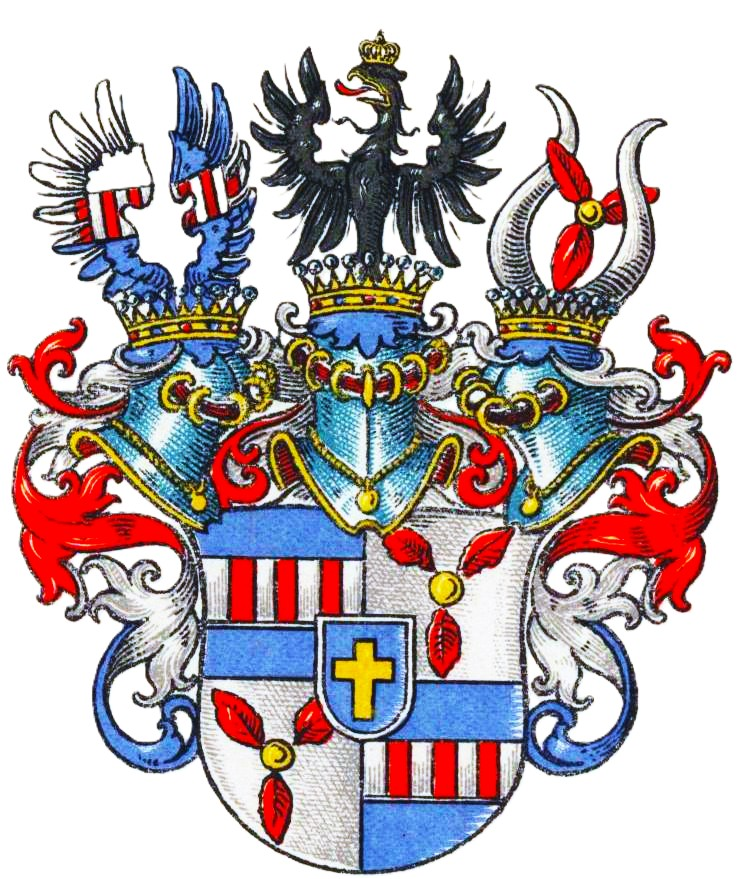
Wappen der Grafen von der Recke von Volmerstein im Wappenbuch des Westfälischen Adels
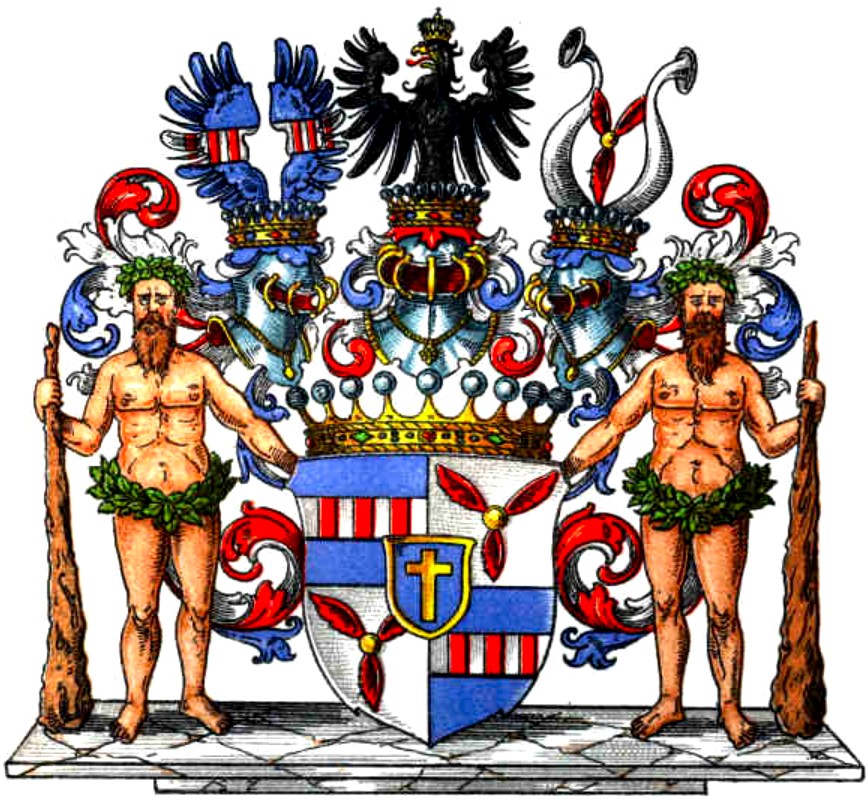
Wappen der Grafen von der Recke von Volmerstein im Schlesischen Wappenbuch

## Herrschaftsrechte
Als Eigentümer landtagsfähiger Rittergüter zählten die Recke in der Grafschaft Mark, dem Hochstift Münster, dem Fürstentum Minden und im Herzogtum Kurland zum landständigen Ritterschaftsadel. Neben dem Patronat hatten die Herren von der Recke fiskalisch und juristisch vom Landesherrn weitgehend unabhängige Herrschaftsbereiche inne. Zu diesen gehörten:

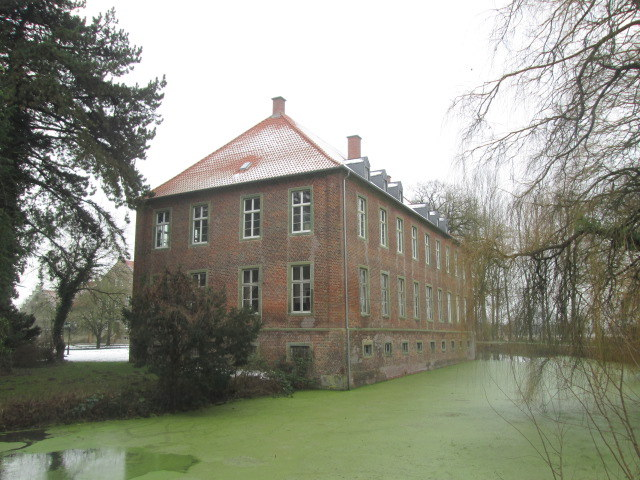
Haus Uentrop (von 1393 bis 1990 im Besitz der Familie)

- die Herrlichkeit Haaren; siehe Haus Uentrop (von 1393 bis 1990 im Besitz der Familie)
- die Herrlichkeit Reck; siehe Haus Reck (14. Jahrhundert bis 1787 im Besitz der Familie)
- die Herrlichkeit Stiepel; siehe auch Haus Kemnade (1414 bis 1647 im Besitz der Familie)
- die Krumme Grafschaft Volmestein (Volmesteinsche Lehnkammer); siehe Burg Volmarstein (ab ca. 1100 Sitz der Herren von Volmestein, ab 1429 Recke, die Güter bis ins 20. Jahrhundert, die Burgruine bis heute)
- die Herrlichkeit Heessen; siehe Schloss Heessen (seit Anfang des 14. Jahrhunderts von Volmestein, von 1429 bis 1775 bzw. 1810 im Besitz der Familie)
- die Herrlichkeit Steinfurt; siehe Schloss Drensteinfurt (ab 1325 von Volmestein, von 1429 bis 1739 im Besitz der Familie)
- Wasserschloss Werdringen (von 1437 bis 1921 im Besitz der Familie)
- die Herrlichkeit Wulfsberg; siehe Burg Wolfsberg in Lüdinghausen (1537 bis 1788 im Besitz der Familie)
- Neuenburg, Kreis Tuckum/Kurland (von 1576 bis 1919 im Besitz der Familie)
- Schmucken, Kreis Tuckum/Kurland (von 1576 bis 1732 im Besitz der Familie)
- Elisenhof, Kreis Tuckum/Kurland (von 1576 bis 1919 im Besitz der Familie)
- Berghof-Brotzen, bei Frauenburg, Kreis Goldingen/Kurland (von 1576 bis 1919 im Besitz der Familie)
- die Herrlichkeit Horst; siehe Schloss Horst (1607 bis 1706 im Besitz der Familie)
- Gut Stockhausen (Lübbecke) (von 1628 bis 1979 im Besitz der Familie)
- die Herrlichkeit Heeren; siehe Haus Heeren (im 17./18. Jahrhundert im Besitz der Familie)
- Gut Obernfelde (seit 1818 bis heute im Besitz der Familie)
- Gut Kraschnitz, Niederschlesien (1845 bis 1945 im Besitz der Familie)
- Durben bei Tuckum/Kurland (1848 bis 1919 im Besitz der Familie)
- Paulsgnade bei Mitau/Kurland (1848 bis 1919 im Besitz der Familie)
- Schlockenbeck, bei Tuckum/Kurland (1848 bis 1919 im Besitz der Familie)
- Schloss Mansfeld, Sachsen-Anhalt (1849 bis 1945 im Besitz der Familie)
- Gut Schlesisch Halbau (ab 1862 im Besitz der Familie)
- Schloss Parchau, Kreis Lüben/Schlesien (Familienbesitz ab 1892)

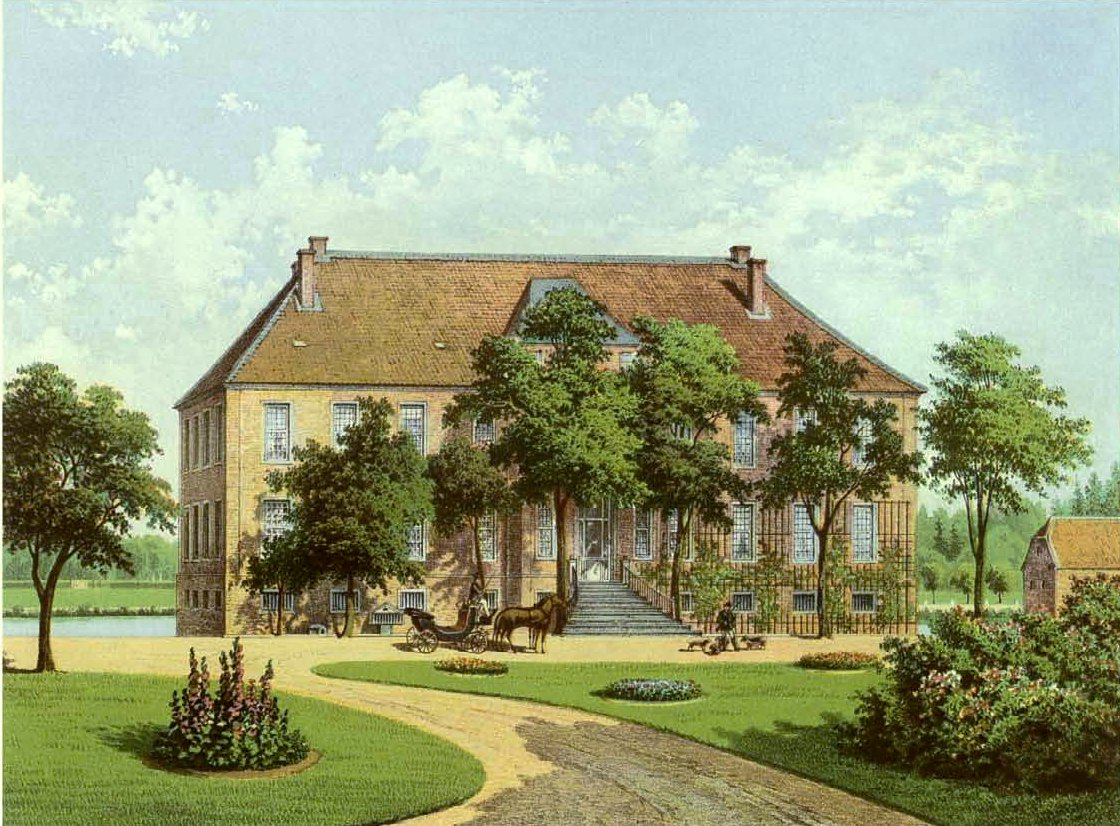
Haus Uentrop
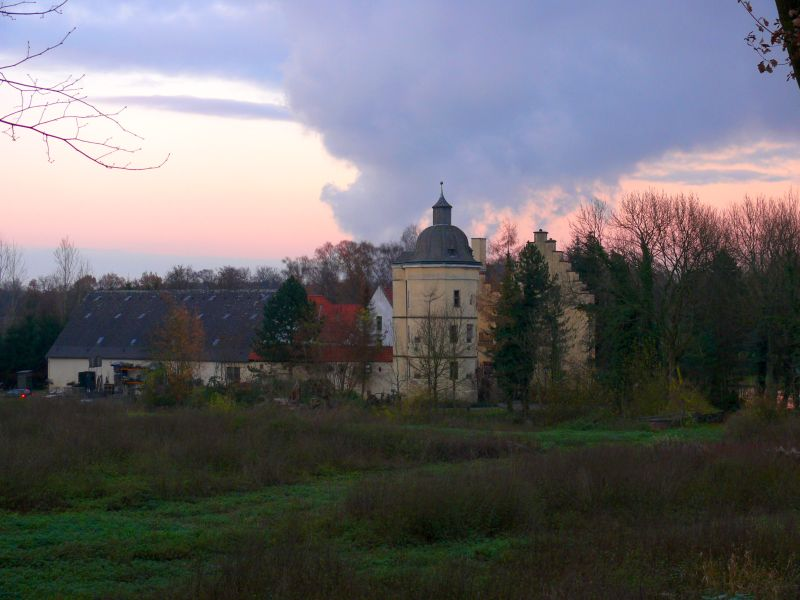
Haus Reck
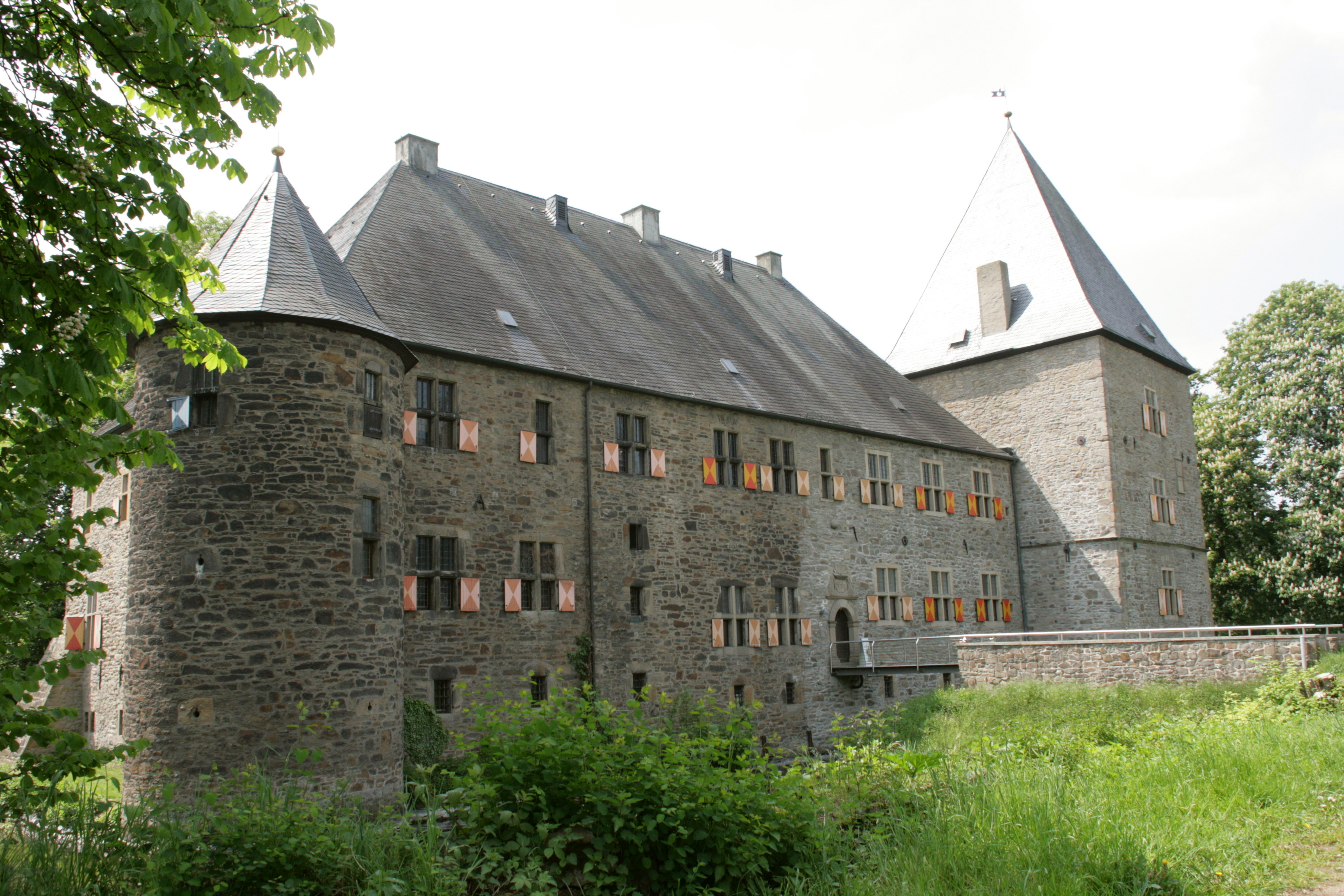
Haus Kemnade
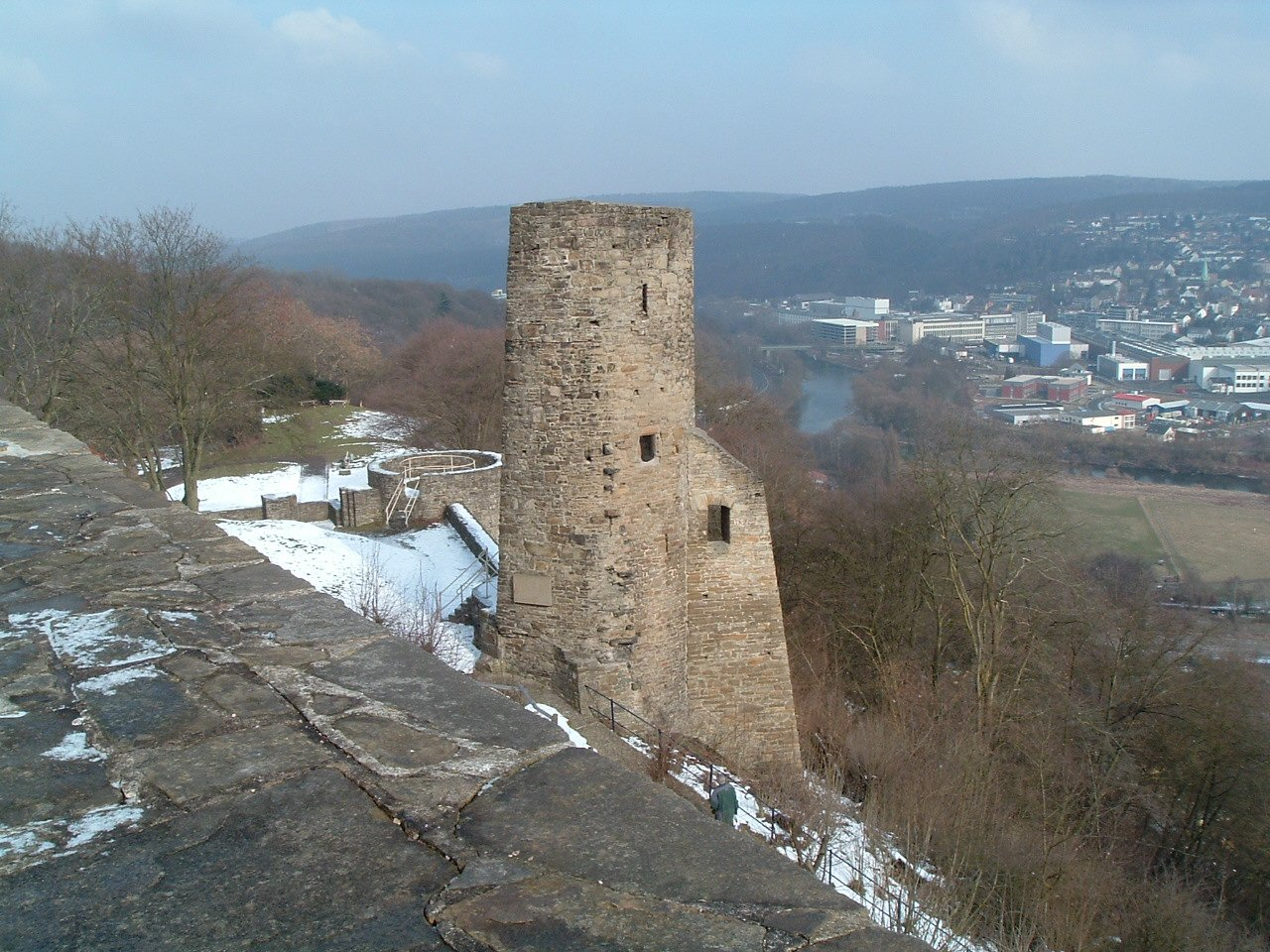
Burgruine Volmarstein
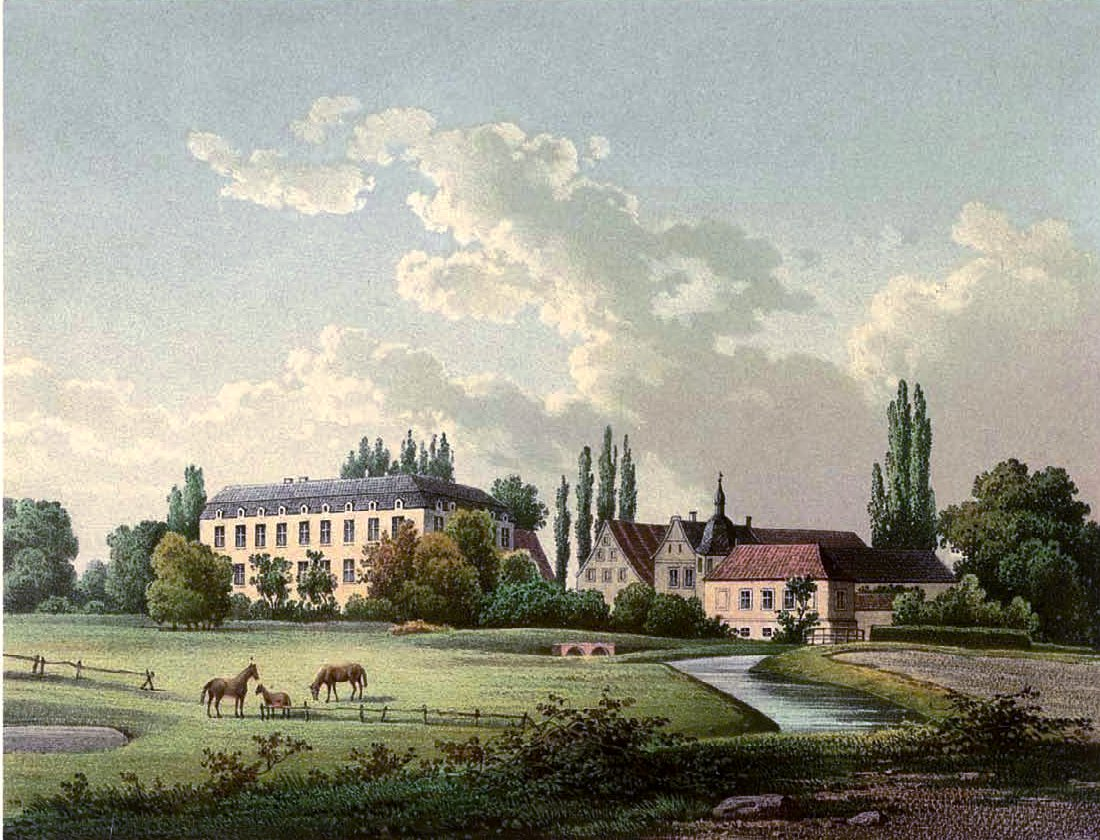
Schloss Heessen
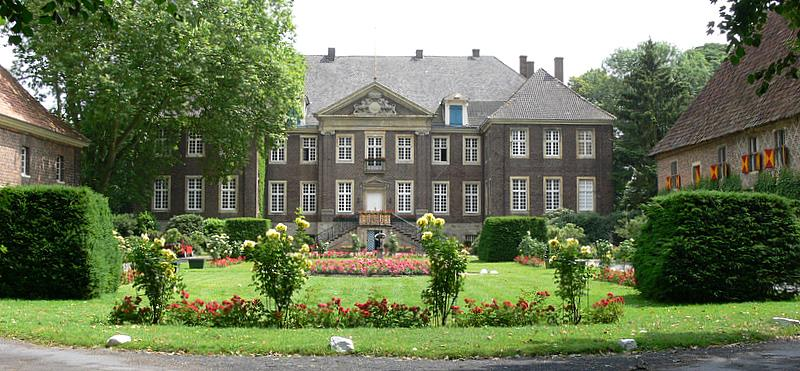
Haus Steinfurt
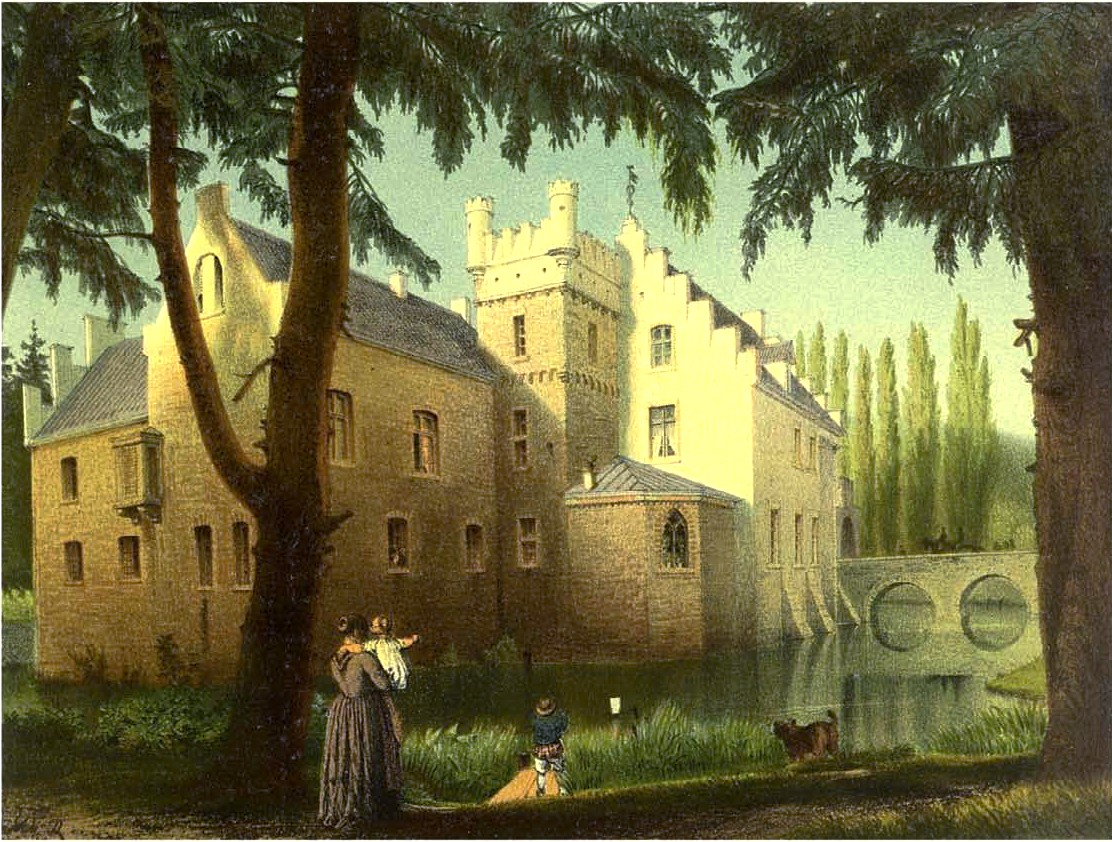
Wasserschloss Werdringen
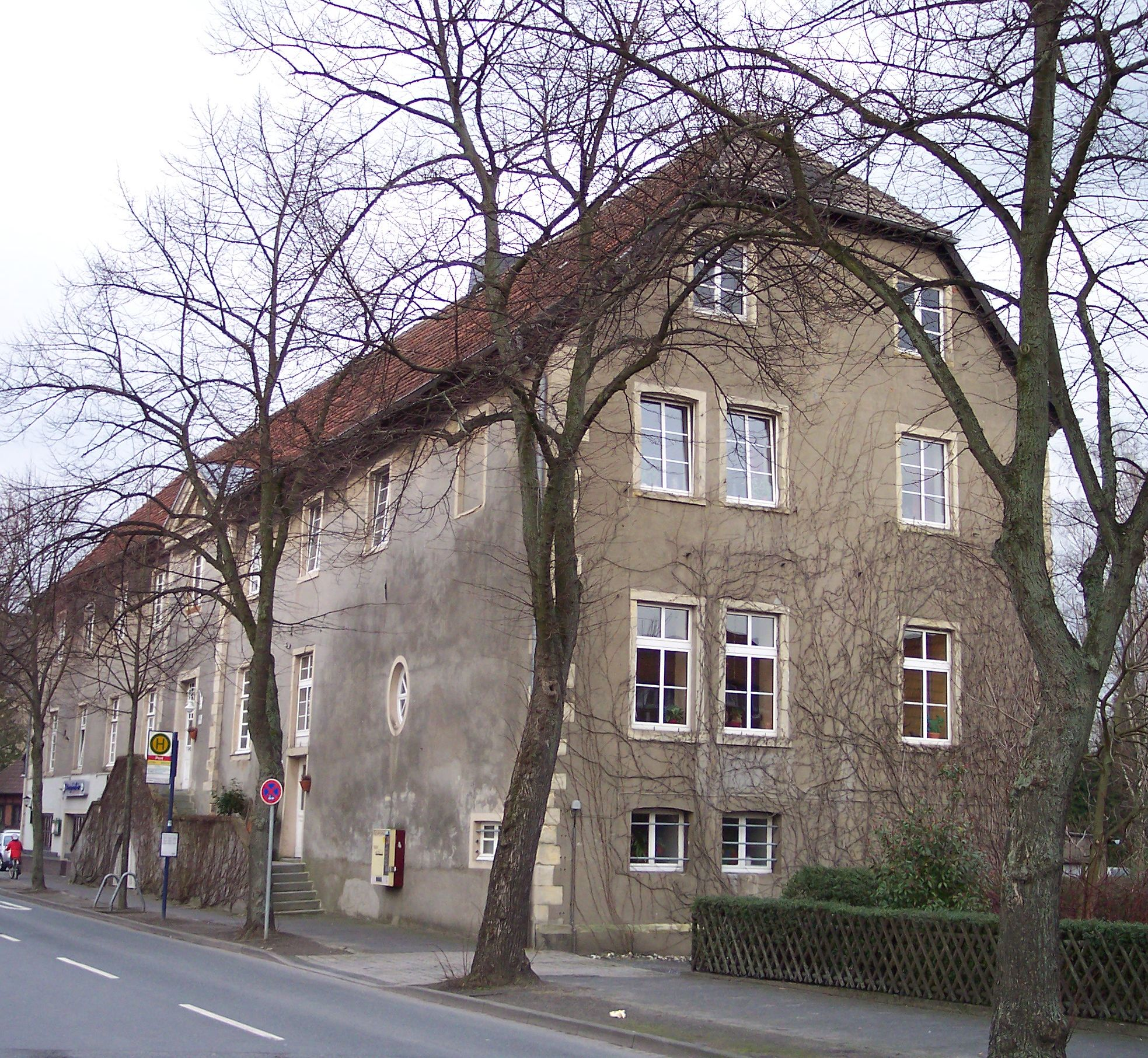
Burg Wolfsberg
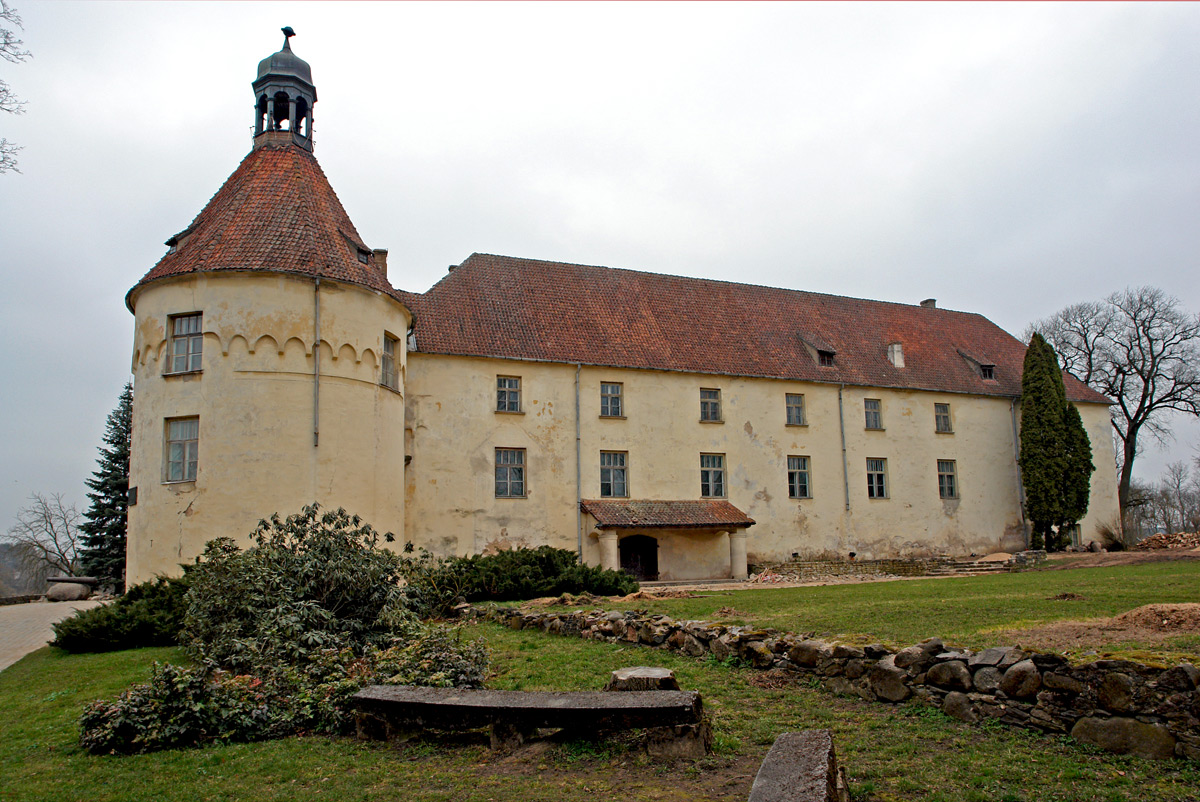
Neuenburg, Kurland
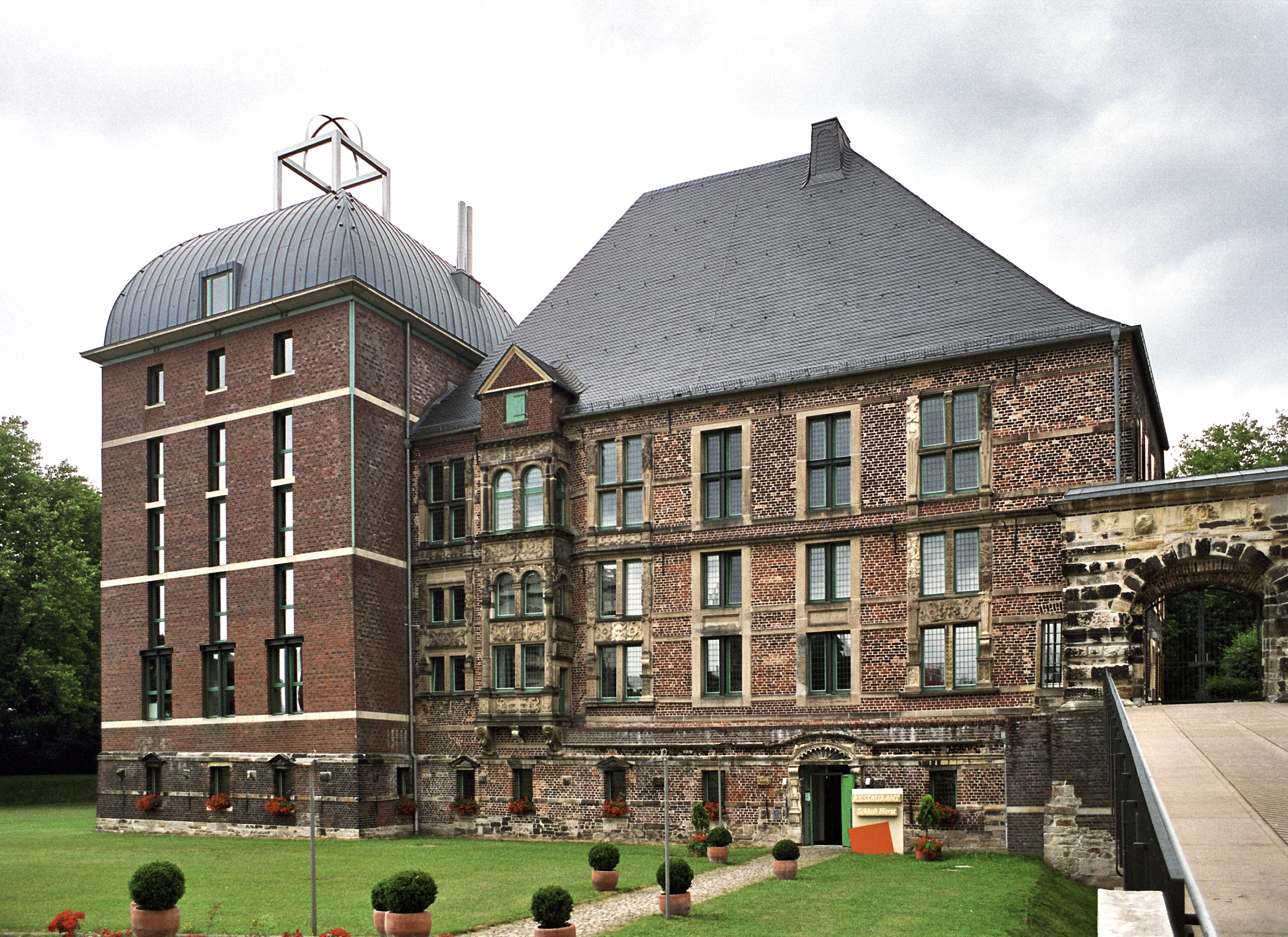
Schloss Horst
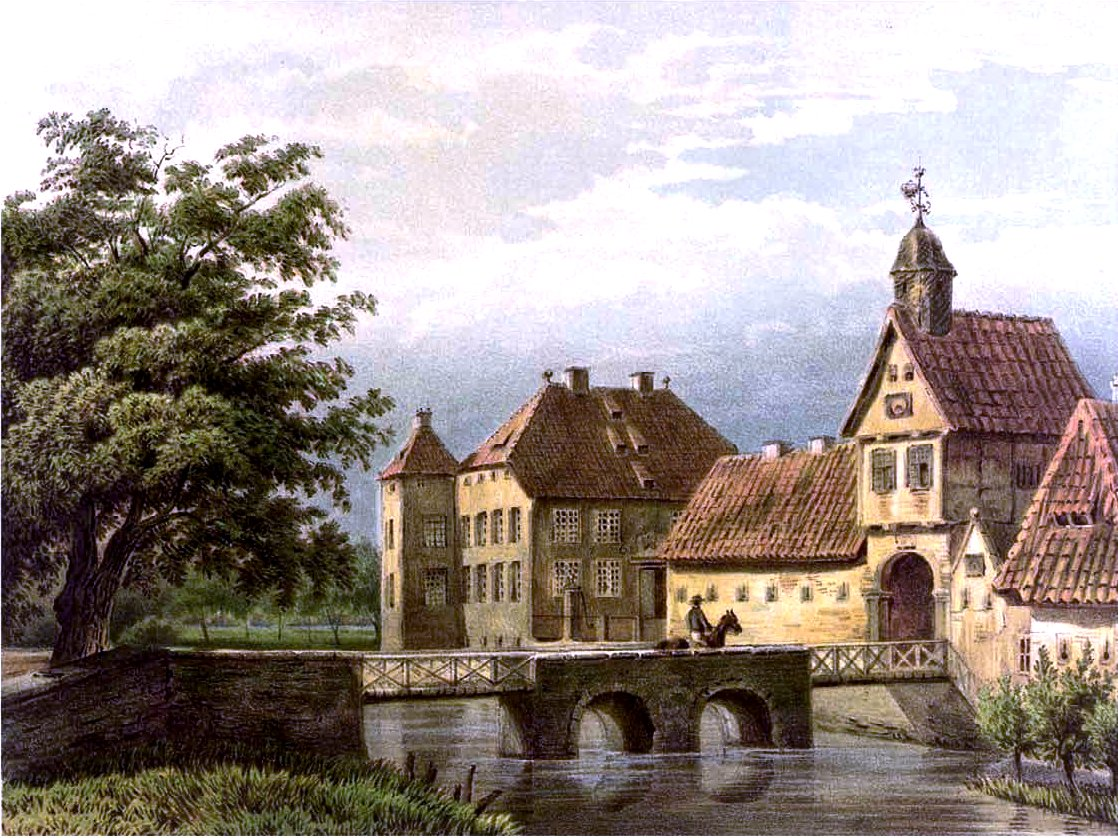
Stockhausen
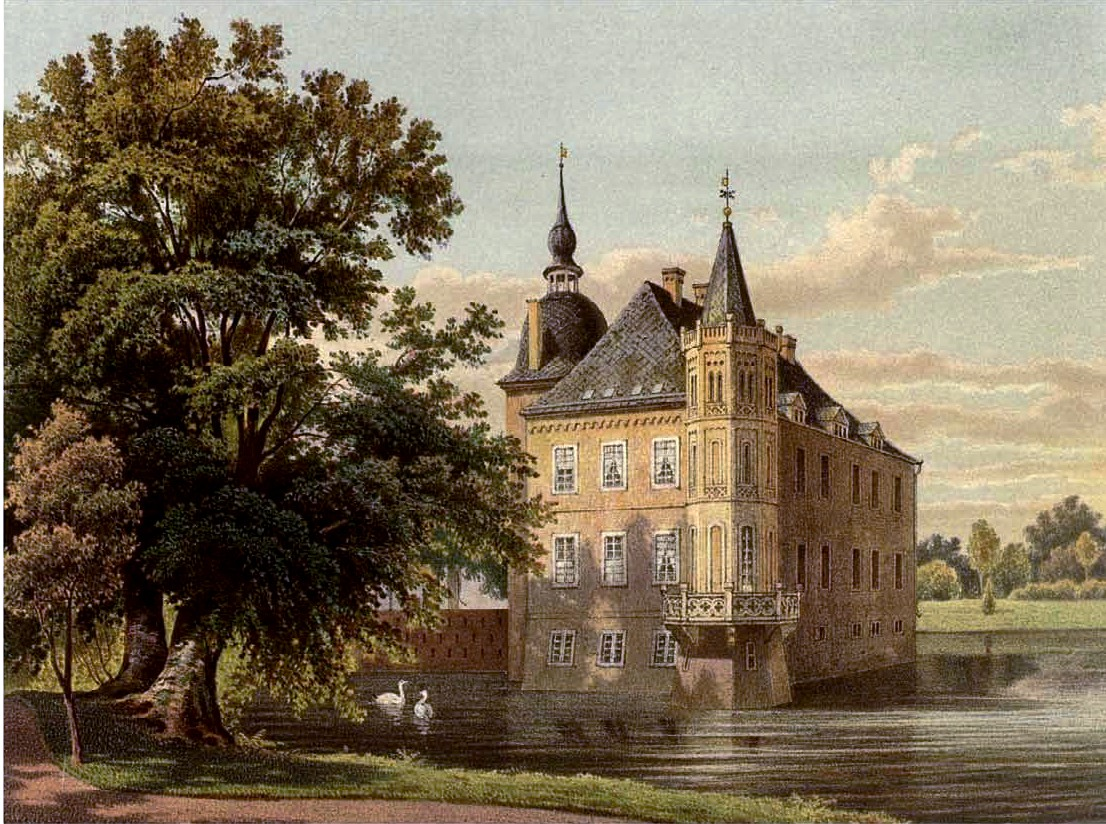
Haus Heeren
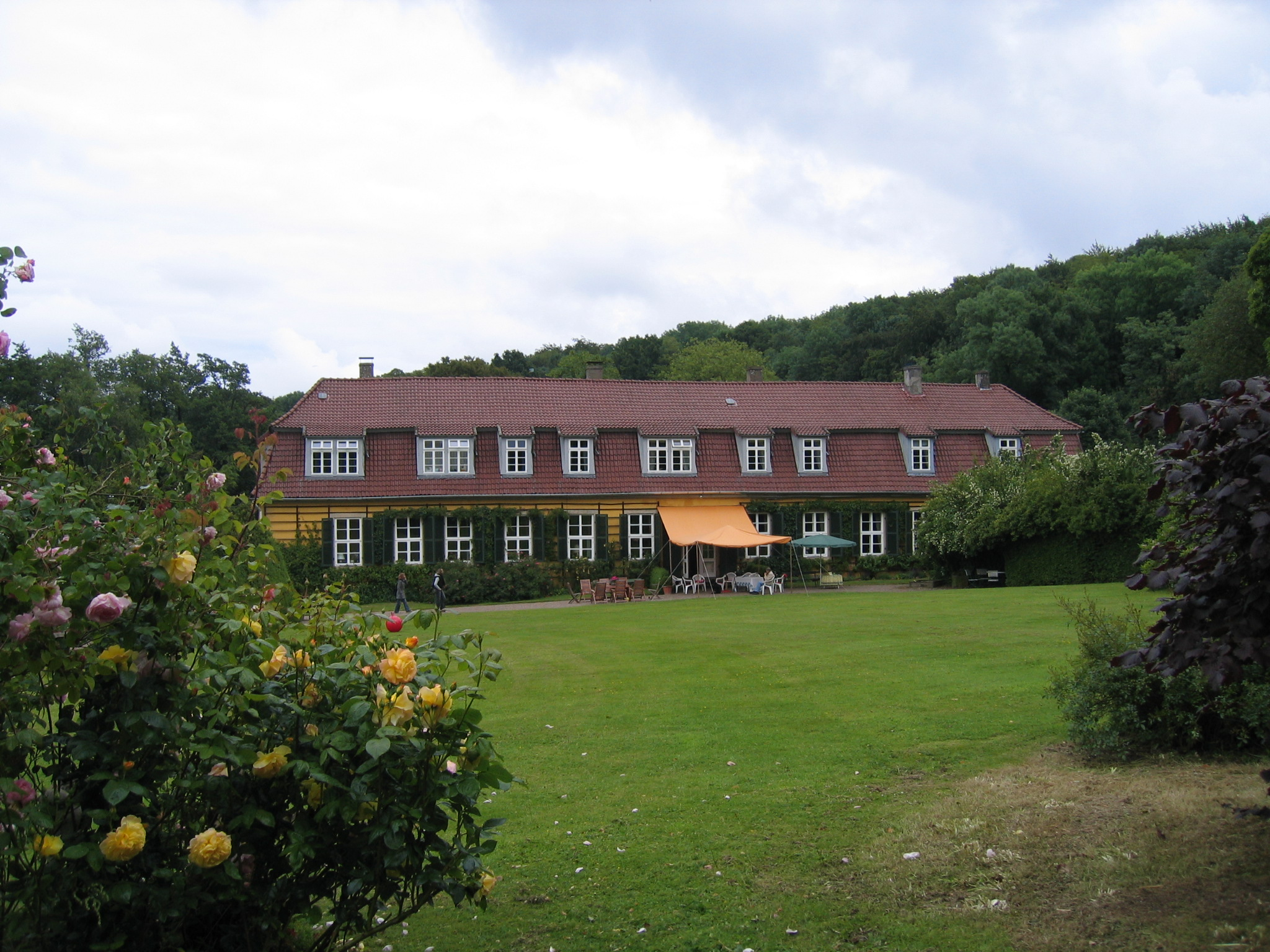
Gut Obernfelde
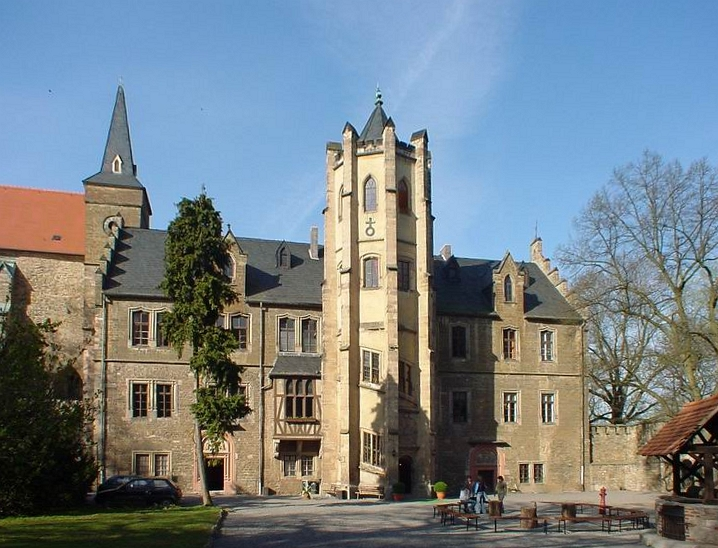
Schloss Mansfeld
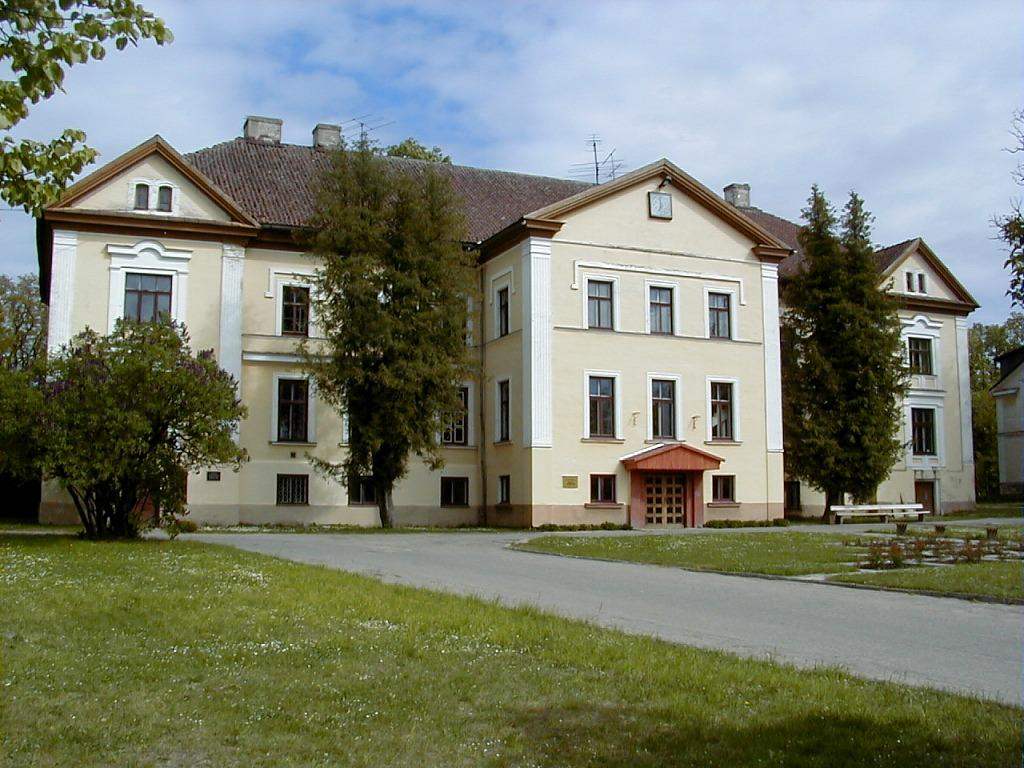
Herrenhaus Berghof-Brotzen, Saldus, Kurland

## Namensträger
- Johann von der Recke (* ca. 1480; † 1551), deutschbaltischer Landmeister von Livland
- Jobst von der Recke zu Heeren († 1567), Bischof von Dorpat (1544–1551)
- Matthias von der Recke zu Neuenburg zu Neuenburg († 1580), Komtur zu Doblen
- Neveling von der Recke († 1591), Landkomtur der Deutschordensballei Westfalen
- Johann von der Recke zu Reck († 1647), Reichshofratspräsident
- Dietrich Adolf von der Recke (1601–1661), Fürstbischof von Paderborn
- Johann Matthias von der Recke zu Steinfurt (1672–1739), Landdrost
- Karl von der Recke (Oberst), preußischer Oberst
- Karl von der Recke (Politiker) (1794–1873), deutscher Rittergutsbesitzer und Politiker
- Dietrich Johann Franz von der Recke (1686–1754), Herr zum Ulenbrock und Camen
- Anna Maria Theresia von der Recke (1710–1765)
- Franz Arnold von der Recke zu Steinfurt (1713–1762), Landdrost im Hochstift Münster
- Wilhelm Christian von der Recke (1741–1819), preußischer Generalmajor
- Eberhard Friedrich von der Reck zu Stockhausen (1744–1816), preußischer Justizminister
- Carl Friedrich Leopold Freiherr von der Recke (1746–1810), Kammerherr und Generaldirektor der Königlichen Schauspiele in Berlin
- Anna Maria Theresia von der Recke zu Steinfurt († 1780), Äbtissin von Stift Nottuln (1750–1780)
- Elisa von der Recke, geborene Gräfin von Medem (1754–1833), deutschbaltische Schriftstellerin
- Philipp von der Recke von Volmerstein († 1840), preußischer Adliger und Abgeordneter
- Gotthard Graf von der Recke von Volmerstein (1785–1857), preußischer Landrat
- Friedrich Wilhelm von der Recke von Volmerstein (1817–1891), preußischer Adliger und Abgeordneter
- Waldemar Ariel von der Recke von Volmerstein (1831–1879), Bildhauer
- Adalbert von der Recke-Volmerstein (1791–1878), deutscher Sozialreformer
- Wilhelm von der Reck (1819–1910), Exzellenz, Grundbesitzer, Landrat Kreis Belgard, Erbmarschall des Fürstentums Minden, Wirklicher Geheimer Rat[4]; seit 22. Juni 1897 von der Recke[5]
- Hermann von der Reck (1822–1902), Forstbeamter, Politiker; wie sein vorgenannter Bruder seit 22. Juni 1897 von der Recke
- Leopold von der Recke-Volmerstein (1835–1925), Gutsherr und Mitglied des Preußischen Herrenhauses
- Adolf Karl Ferdinand von der Recke (1845–1927), preußischer Landrat
- Eberhard von der Recke von der Horst (1847–1911), preußischer Innenminister
- Eberhard Freiherr von der Recke (1847–1920), preußischer Landrat in Querfurt und Regierungspräsident in Köslin
- Franz von der Recke (1854–1923), Staatsminister in Schwarzburg-Rudolstadt
- Diedrich von der Recke-Volmarstein (1857–1915), deutscher	Großgrundbesitzer, Abgeordneter im Preußischen Abgeordnetenhaus
- Adalbert von der Recke (* 1930), deutscher Generalmajor